# Medicina en Asia
Las 'culturas China nos han dejado un legado histórico tanto en el área de la cirugía, como en la farmacología y la anatomía.
Ambos tipos de práctica médica permanecen sin grandes cambios hasta el día de hoy, ya que, a nivel sociocultural, existía un potente hermetismo ante todo lo extranjero. Incluso hasta el día de hoy la medicina china tradicional permanece virtualmente igual y algunas de las técnicas y fármacos utilizados en ambas medicinas siguen siendo utilizadas en la actualidad.
Si bien estas medicinas no se mezclaron en sus países respectivos, sí tuvieron gran integración en el Tíbet, facilitado por su lugar geográfico (entre China e India) y las traducciones desarrolladas en ese período, en el cual, se puede apreciar cómo convivieron, hasta hoy las dos medicinas de manera conjunta, desarrollando una medicina que sería tan importante hasta el día de hoy por su sanación que implica que el cuerpo y la mente se libere de los sufrimientos causados por la enfermedad, y así lograr una estabilidad tanto física como espiritual.

## Culturas india y china
Existe una serie de factores, tanto comunes como distintivos, que caracterizan a cada cultura: china en india.

### Geográficos
India es un país ubicado en el sur de Asia, es el séptimo país más extenso, y el segundo más poblado del mundo. Limita con el océano Índico al sur, con el mar Arábigo al oeste y con el bahía de Bengala al este. La frontera de la India en el norte y noroeste son lo que se conoce como el sistema montañoso más alto del planeta, el Himalaya, con diez de las catorce cimas de más de 8000 metros de altura, incluyendo el Everest, con sus 8848 metros, la montaña más alta del planeta.
El Himalaya tiene una gran influencia en el clima del subcontinente indio y de la meseta Tibetana, ya que evita que los vientos helados y secos que soplan hacia el sur lleguen a la India, el clima de todo el sur de Asia es mucho más cálido que otras regiones. Esta cadena montañosa forma una barrera que impide que los vientos de la bahía de Bengala sigan hacia el norte, lo que se ve observado en el lado norte de los Himalaya, la cual es más seca, mientras que el lado sur es más húmedo debido a que está más expuesto a la lluvia. El Himalaya es también un factor importante en la formación de los desiertos de Asia Central como los desiertos de Taklamakán y de Gobi.

Con el Himalaya también limita China, el cual se encuentra al suroeste sobre la meseta del Tíbet, que además sirve de frontera para Bután, India, Nepal y Pakistán. Al norte de China, compartiendo la frontera con Mongolia, se encuentra el desierto de Gobi, el cual es uno de los más extensos del planeta. Al este se encuentra el mar Amarillo y el mar de China Oriental.

### Socioculturales
Según la antigua cosmología China, el universo se autoformó por la acción recíproca de la dualidad de la naturaleza. El yang, que representa lo caliente, positivo, claro, activo y masculino; y el yin que, por el contrario, representa lo pasivo, lo frío, oscuro, húmedo, femenino y negativo. Todo lo que ocurría, era parte de la combinación de los elementos que constituían el ying y el yang. El "Tao" quien era el principio del universo, determina la proporción exacta de ying-yang, y todo lo que altera a esta proporción exacta, era considerado malo o erróneo. El hecho de no vivir con moderación, significaba ir en contra de la naturaleza y, por ende, rendirse a las enfermedades. También se consideraba que el viento, podía alterar al ying-yang, y producir enfermedad, cuya prevención se considerba muy importante.
En cambio, en India, la enfermedad era, en un comienzo, concebida como un castigo de los dioses. El ser humano estaba continuamente renaciendo hasta que su karma lo introducía en el nirvana o lo fundía en el cosmos. El universo era considerado un eterno ciclo de creación, conservación y destrucción. Posteriormente apareció el budismo (siglo VI a. C) como una reacción a la rigidez de las enseñanzas hindúes y del sistema de castas. Éste conservó muchos rituales, pero se les dio menos importancia, y se predicó a través de las "cuatro nobles verdades", que el sufrimiento en esta vida se debía principalmente al anhelo de satisfacciones corporales y solo se podía superar eliminando este deseo. El nirvana, la "paz eterna", se podía alcanzar solo si se seguían los "ocho caminos cerrados", tomar la vida de cualquier otra forma estaba estrictamente prohibido. Prácticamente en todas las religiones de la India se consideraba más lo espiritual que lo emocional, es por eso que probablemente se desarrolló un sistema más racional de diagnóstico y tratamiento.

### Lingüística
En India, existe una gran diversidad en cuanto al número de idiomas. La mayoría de las lenguas que aquí conviven proceden de dos familias lingüísticas: de la rama dravidiana, la cual es propia de la zona sur, y la indoaria, que está más presente en el norte. Hoy en día se estipula el hindi y el inglés como idiomas de comunicación oficiales, aunque existen además otras 22 lenguas oficiales. El sánscrito es el idioma clásico de la India y el sureste de Asia, semejante al latín o griego en Europa.

El idioma chino es la lengua sinotibetana más extendida de las lenguas de China y es una de las principales familias de las lenguas de Asia. Todas las variedades del chino o lenguas siníticas se caracterizan por poseer un tono específico y una específica estructura gramatical, es decir, todas estas lenguas, llegan a diferir mucho fonológica y léxicamente.

La lengua moderna escrita es completamente diferente del chino clásico escrito. Hace siglos, cuando la lengua escrita se seguía basando en el antiguo chino, mientras que la lengua vernácula, por un proceso de cambio lingüístico, era totalmente diferente del chino antiguo. En la Edad Media, el chino clásico tenía un papel similar al latín medieval en la Alta Edad Media europea, era una lengua culta diferente de las lenguas vernaculares habladas.

## Medicina china
La zona del río Amarillo es el inicio u origen de la civilización y medicina china, el florecimiento de esta medicina se inició con la dinastía Han (206 a. C – 20 d. C.); en ella se utilizan plantas medicinales indias probadas por su eficacia como lo son la rauwolfia (arbusto con hojas blancas y rosadas, abundante en países tropicales, especialmente en el pie del Himalaya) utilizada para tratar afecciones cardiovasculares o mentales; y el panax ginseng, modesto arbusto de Corea, con efectos energéticos. El sacerdote de este período tenía que consultar a los antepasados, mediante el oráculo, las causas y el tratamiento respectivo de las enfermedades a través de oraciones y sacrificios. Posteriormente se genera una nueva idea de espíritus y demonios que están en el universo con los hombres, los que atraían lo malo y negativo, en consecuencia, el hombre vivía bajo su amenaza y debía protegerse. Así la medicina clásica china se basaba primariamente en textos atribuidos a grandes emperadores legendarios: Fu-Hsi (2900 a. C. aproximadamente) que describió los dos principios complementarios: el yin, que representa lo femenino, pasivo, frío, negativo y sombrío, y el yang, caracterizando lo masculino, activo, luminoso, positivo y cálido; Shennong (2800 a. C. aproximadamente) el "cultivador divino" o "emperador rojo", a causa de que su elemento protector era el fuego: recopiló el primer herbolario médico y se dice que su estómago tenía paredes de tipo cristalinas por lo cual podía ver efectos de las hierbas medicinales en sus entrañas; Huang- Di (2600 a. C. aproximadamente) llamado "emperador amarillo" por ser sucesor del "emperador rojo", que tenía como elemento protector la tierra.
Comenzó la "antigüedad" china con el dominio de la dinastía Chan donde se alcanza un nivel considerable en la medicina, como importantes notas clínicas sobre enfermedades internas, trastornos ginecológicos, emergencias, restricciones dietéticas, etc.

Aproximadamente en el siglo VI a. C. Pien Chio escribe el libro Nanching donde desarrolló la teoría china del pulso, siendo este el más importante método de diagnóstico. Había 11 lugares donde se podía tomar el pulso y se distinguían por lo menos cincuenta y un tipos de pulso, sin embargo, no era de menor importancia el examen de rostro y lengua.
Dentro de los tratamientos, la acupuntura es la más renombrada y la que más seguidores ha encontrado en occidente. Ésta consiste en la estimulación con unas finas agujas metálicas sobre diversos puntos que se ubican en los canales por los que circula la energía del cuerpo, definiendo 338 lugares previstos donde se clavar las agujas. Dada la conexión de estos canales con los órganos internos, se consigue con la acupuntura la estimulación de éstos y el tratamiento de enfermedades que les afectan. Inicialmente se utilizaban piedras calientes, pero, gracias a la evolución de los metales, se comenzó a utilizar agujas de diferentes metales, las que actualmente son hechas de acero inoxidable, principalmente para prevenir cualquier tipo de contagio. A esta práctica le sigue la moxibustión que es la técnica que utiliza la moxa (lana hecha de Artemisa) y se quema sobre la piel del paciente. Dada la hemofobia innata de los chinos no había gran enseñanza de la cirugía, además de la falta de conocimientos anatómicos y la prohibición de disección de cadáveres, sin embargo, se utilizaba el bisturí y hacia el año 1459 hay una gran influencia de la medicina europea en la occidental adiestrando principalmente en cirugía.
El lenguaje utilizado era el chino, éste idioma no usa las palabras de los demás lenguajes o idiomas, éste se basa en ideogramas (símbolos gráficos que expresan ideas simples y que en conjunto pueden llevar a una de mayor complejidad). Aunque en la actualidad el general de la población humana vive en grandes ciudades con poco contacto con la naturaleza, los cambios climáticos, estaciones del año, humedad u otros causan influencia física y emocional directa, así en el diagnóstico y en el tratamiento se mantienen presentes estos factores de riesgo.

## Medicina india
La primera cultura hindú se centra en el valle del Indo y floreció entre los años 2500 y 1500 a. C. El avanzado sistema de la higiene pública fue muy importante, la cual data de los arios. Alrededor del año 1500 a. C. los arios invadieron el valle del Indo y expulsaron a los primitivos habitantes al interior de su continente indio. El hinduismo es una de las religiones más antiguas, ya que se ha desarrollado durante un periodo de más de 4000 años. En este periodo prevalece una colección de textos que corresponde al más antiguo escrito del hinduismo. Los orígenes de la medicina tradicional india prevalece el sistema Ayurveda (ciencia de la vida); éste es uno de los cuatro libros sagrados (Vedas) y el más significativo para la Medicina. En la terapia de los albores indios realizaban oraciones, magia y ensalmos, por lo que se decía que en cualquier otra rama del saber, había un origen divino, ya que los dioses y demonios dominaban en el juicio de las enfermedades o tratamientos.

Los Aśvin son los verdaderos dioses del saber médico de la mitología India y son célebres quirúrgicos. En la medicina veda junto a la terapia médico-religiosa se reconoce el empleo de agua, hierbas medicinales y palabras mágicas para la curación o purificación a través del viento terral. Las hierbas medicinales cumplían un importante papel en la vida del indio, ya que poseían propiedades para estimular la concepción, interrupción del embarazo y acrecentar el vigor sexual. En el Rig-veda (libro sagrado de los himnos) se reconocen los beneficios de la hierba medicinal, como también la desfachatez de los médicos al necesitar de los enfermos para ganar recursos a costa de su malestar.
Posteriormente en el siglo VI a. C. el budismo apareció como reacción al gobierno de la dinastía Maurya, de la cual destaca el gobernador Asoka, que unificó a toda India y abandonó el hinduismo de sus antepasados, convirtiendo al budismo en la religión del estado. El budismo conservó muchos rituales y dioses hindúes, y predicó a través de las "cuatro nobles verdades". Sin embargo, ya en el siglo XIII había desaparecido el budismo en la India. Todas las religiones de la India consideraron más importante lo espiritual que lo material y por este motivo se desarrolló un sistema racional de diagnóstico y tratamiento.
Dentro de la Edad Media India está representada la época brahmánica, donde se desarrolló un cuerpo médico muy prestigioso y ajeno al sacerdote, por ende se originó el concepto de "profesión médica". Las tres obras más famosas de la medicina brahmánica fueron escritas por Cháraka, Susruta y Vagbhata (tres ancianos), quienes describen, entre otras cosas, centenares de plantas medicinales y remedios de origen orgánico o mineral. Dándole al mercurio poderes casi divinos. Los antiguos médicos indios. A pesar de que sus conocimientos anatómicos eran muy mediocres, practicaban sorprendentes operaciones. La obtención de estos conocimientos anatómicos se lograba con la inspección de órganos de cadáveres. Practicaban cirugía plástica, cesaría y prácticamente la Medicina interna. El médico tuvo que dominar ambas disciplinas, ya que la asociación entre medicina y cirugía es el único camino del médico perfecto.
La formación de los médicos duraba entre doce a dieciocho años. Ningún maestro podía enseñar a más de cuatro o seis alumnos al mismo tiempo. La inscripción tenía lugar en invierno, se requería un día de luna creciente con ciertas constelaciones. La ceremonia se celebraba ante los brahmanes y médicos con ofrendas de comida y oraciones. Según Charaka, el médico que desee ejercer con éxito su profesión, tener renombre y alcanzar a su hora el cielo, debe rezar por el bienestar de todos los seres vivientes todos los días al levantarse y al acostarse. Debe luchar con toda su alma por la curación de los enfermos aunque peligre su vida. No podrá recetar ninguna medicina a aquellas personas que no gocen de la estima real. Debía observar todos sus deberes respecto a los dioses, el fuego los brahmanes, el gurú y los venerables mentores. Entre otras cosas el médico tenía que poseer una gran moralidad, salud y facultades tanto intelectuales como prácticas.
La enseñanza del aspirante se dividía en dos partes, una teórica y una práctica, ya que si solo posees conocimiento teórico y eres inexperto en la práctica no sabrás como proceder cuando reciba a un paciente y te comportaras con gran insensatez. Caso contrario, un médico cuya formación sea práctica sin el correspondiente saber teórico no podrá ganarse el respeto de los mejores. El estudio requería una máxima de atención por lo que se prohibía estudiar en determinados días. Al terminar su curso el príncipe (rashá) les daba su autorización para ejercer la profesión médica. Los médicos eran personajes de la alta sociedad, ya que no pagaban impuesto y sus honorarios se ajustaban a las condiciones económicas del paciente, por lo que eran elevados. Había personas que los médicos no atendían como a los cazadores, delincuentes y gente de algunas castas específicas. Si un médico se equivoca al aplicar el tratamiento, debe sufrir la "pena intermedia". Entre los indios, la medicina no se distinguía de la veterinaria. La actitud religiosa ante los animales estaba estrechamente ligada con una fe ciega en la transmigración del alma.

En Pakistán y la India no se denota el término "médico", solo se entiende que son formaciones universitarias al estilo Ayurveda. El hakim es considerado un profesional, teniendo conocimientos sobre medicina interna, dietas, plantas medicinales y fármacos. Hoy en día existe una fábrica de medicamentos unani cuyo lema es: "Toda enfermedad puede curarse mediante productos naturales sin adulterar".
Hasta 1949 no se descubrió el valor de la rauwolfia para tratar afecciones cardiovasculares y enfermedades mentales, además de combatir el miedo, la inquietud y el insomnio, por lo que causó gran aceptación. Aymal Khan comenzó a utilizar el rauwolfia preparando el "brebaje curativo" y posteriormente fundó una central farmacológica y un instituto para la investigación científica de los sistemas Ayurveda y unani. En consecuencia, las clínicas y laboratorios del mundo entero empezaron a interesarse por los alcaloides de la rauwolfia. Por otra parte, el panax ginseng goza de especial prestigio en los remedios vegetales de la medicina china debido a sus efectos energéticos, de ahí el nombre ginseng, que significa 'vitalidad humana' o 'maravilla universal'. El panax ginseng no pudo conquistar el continente americano, pero sí se importa cada vez más en Alemania.

## Tíbet, punto de encuentro
La mayoría de los historiadores coinciden en que las principales tradiciones curativas del mundo emergieron paulatinamente durante el mismo período de tiempo, principalmente en China, India y el Mediterráneo. Los conocimientos obtenidos se desarrollaron como una íntima reflexión de las prácticas espirituales y filosóficas de sus culturas nativas. La diversidad cultural condujo diversos enfoques en el área de la medicina, pero todas se influyeron entre sí en distinta medida, debido a las grandes interacciones culturales de los tiempos; religiosas, filosóficas, científicas y combativas.
El día 10 de marzo de 1959, después del fracaso de la rebelión armada del Tíbet, el dalái lama XIV forzó a una parte de los tibetanos a exiliarse en el extranjero. Poco después de su fuga a la India, el Dalái lama pregonó abiertamente la "Independencia del Tíbet". Hechos de esta magnitud dieron en consecuencia la unificación del Tíbet, convirtiéndose en un poderoso imperio militar y en una gran potencia económica en el norte de Asia desde el siglo VII al IX. Debido a la invasión del Tíbet por China, muchos tibetanos huyeron refugiándose en los vecinos países de la India y del Nepal. Durante este tiempo los distintos monarcas fueron intensificando las relaciones culturales entre los países vecinos; Nepal, India, China, las ciudades oasis de Asia central, Irán y las regiones occidentales del altiplano. Los ejércitos tibetanos controlaban las ciudades oasis de la "Ruta de la Seda", en las que florecieron diversos intercambios culturales.
Es en el Nepal donde conoceremos la medicina tradicional tibetana, las teorías médicas y tibetanas son un tanto enrevesadas y en su estudio encontraremos muchos puntos de oscura interpretación. Si no fuese por los dibujos anatómicos que describen los puntos de moxibustión y los chakras. Lo que facilitó el intercambio cultural, fue durante el reinado de Songtsen Gampo (609 – 649) que produce la designación de un alfabeto para el desarrollo del lenguaje en el Tíbet, traduciendo textos sánscritos. Es así como se prolonga la medicina erudita tibetana. Songstsen Gampo solicitó, posteriormente, traer a su presencia tres médicos de la India, China e Irán para realizar la primera conferencia de médicos instruidos. El objetivo principal de la conferencia consistía en integrar los diversos conocimientos medicinales propios de cada cultura, es por ello que le solicitó a cada uno de los médicos que trajeran consigo diversos textos para que fueran traducidos y formaran parte del "Gran Tratado de la Medicina".
El saber médico tibetano procede en su mayor parte de textos hindúes -la medicina de los Vedas – y en menor cuantía, chinos. Así, la acupuntura, fundamentalmente china, es poco practicada en el Himalaya; sólo se aprovechan algunos de sus puntos como lugar donde aplicar los moxas. De los chinos han adoptado el diagnóstico por el pulso, así es como aquellos reconocen hasta doscientos tipos distintos de pulso, los tibetanos sólo admiten once.
La medicina tibetana fue entonces una disciplina integral en donde no solo se ocupa de sanar el cuerpo sino asimismo es un sendero en donde el cuerpo y la mente se pueden liberar de los sufrimientos de la existencia cíclica causada por el triple veneno la cual es la raíz de la enfermedad, para lograr esto la medicina tibetana cuenta con múltiples herramientas dentro de un plano físico como espiritual.